# Německá ženská fotbalová reprezentace
Německá ženská fotbalová reprezentace reprezentuje Německo na mezinárodních fotbalových akcích, jako je mistrovství světa žen nebo ženský turnaj na olympijských hrách.

## Olympijské hry
| Rok    | Účast                                           | Soupisky |
| ------ | ----------------------------------------------- | -------- |
| 1996   | Základní skupina                                |          |
| 2000   | Bronzová medaile                                |          |
| 2004   | Bronzová medaile                                |          |
| 2008   | Bronzová medaile                                |          |
| 2012   | Nekvalifikovaly se                              |          |
| 2016   | Zlatá medaile                                   |          |
| 2024   | Bronzová medaile                                |          |
| Celkem | Účast – 6× Zlato – 1×, Stříbro – 0×, Bronz – 4× |          |

## Mistrovství světa
| Rok    | Účast                                           | Soupisky |
| ------ | ----------------------------------------------- | -------- |
| 1991   | 4. místo                                        |          |
| 1995   | Stříbrná medaile                                |          |
| 1999   | Prohra ve čtvrtfinále s USA                     |          |
| 2003   | Zlatá medaile                                   |          |
| 2007   | Zlatá medaile                                   |          |
| 2011   | Prohra ve čtvrtfinále s Japonskem               |          |
| 2015   | Prohra o 3. místo s Anglií                      |          |
| 2019   | Prohra ve čtvrtfinále s Švédskem                |          |
| 2023   | Základní skupina                                | Soupiska |
| Celkem | Účast – 9× Zlato – 2×, Stříbro – 1×, Bronz – 0× |          |

## Mistrovství Evropy
| Rok    | Účast                                            | Soupisky |
| ------ | ------------------------------------------------ | -------- |
| 1984   | Nekvalifikovaly se                               |          |
| 1987   | Nekvalifikovaly se                               |          |
| 1989   | Zlatá medaile                                    |          |
| 1991   | Zlatá medaile                                    |          |
| 1993   | 4. místo                                         |          |
| 1995   | Zlatá medaile                                    |          |
| a 1997 | Zlatá medaile                                    |          |
| 2001   | Zlatá medaile                                    |          |
| 2005   | Zlatá medaile                                    |          |
| 2009   | Zlatá medaile                                    |          |
| 2013   | Zlatá medaile                                    |          |
| 2017   | Prohra ve čtvrtfinále s Dánskem                  |          |
| 2022   | Stříbrná medaile                                 |          |
| 2025   | Prohra v semifinále se Španělskem                |          |
| Celkem | Účast – 12× Zlato – 8×, Stříbro – 0×, Bronz – 0× |          |